# Giorgi Makaridze
Giorgi Makaridze, född 31 mars 1990 i Tbilisi, är en georgisk fotbollsspelare.  För närvarande spelar han för portugisiska Vitória Setúbal.
Makaridze inledde sin karriär i huvudstadsklubben FC Dinamo Tbilisi. Den 10 januari 2009 gick han till den franska Ligue 1 klubben Le Mans UC72, som han signerade ett 4-årskontrakt med.